# Joseph Quairier
Joseph Ferdinand Quairier (Écaussinnes, 16 april 1820 - Brugelette, 11 oktober 1907) was een Belgisch advocaat en industrieel.

## Biografie
Joseph Quairier was een zoon van Louis Ferdinand Quairier, eigenaar van een steengroeve en handelaar, en Joséphine Delhaye, dochter van Alexandre Delhaye, maire van Brugelette. Hij trouwde in 1853 in Brussel met Eléonore Drugman (1832-1867). Ze kregen twee dochters.
- Anne Quairier (1854-1932), trouwde in 1883 in Brussel met Jules Goffinet (1857-1919), ingenieur en consul in Madrid. Ze kregen een zoon, met afstammelingen tot heden.
- Jeanne Quairier (1859-1930), trouwde in 1880 in Brussel met Théodule Goffinet (1851-1907), generaal. Ze kregen acht zoons en vijf dochters, met afstammelingen tot heden.

Na zijn studies aan het jezuïetencollege in Brugelette, maakte hij carrière als advocaat bij het Hof van Cassatie en van 1875 tot 1903 als directeur bij de Société générale de Belgique. Na zijn pensioen vestigde hij zich in Brugelette, in het 'kasteel' dat gebouwd was door zijn tante, Bénédicte Delhaye (1792-1878). Quairiers schonk er de glasramen in het koor en schip van de kerk waarop de patroonheiligen van de schenker en van leden van zijn familie te zien zijn. Een koperen plaquette, aangebracht tegen de binnenmuur van het zuidelijke zijschip van de kerk, houdt de herinnering aan Quairiers schenking levend. Zijn kleinzoon, baron Léopold Goffinet (1887-1973), was burgemeester van Brugelette.